# Línea 2 (TUP)
La línea  es una línea de autobús urbano que es operada por TUP de la ciudad de Ponferrada.
Tiene un recorrido en forma de "V" debido a que comunica el barrio de Flores del Sil, con extensiones a Toral de Merayo, con el Hospital El Bierzo, Fuentesnuevas y Cuatrovientos, pasando previamente por el centro de la ciudad.
Esta línea permite acceder desde Flores del Sil a los principales centros hospitalarios del Bierzo, ya que cuenta con una parada en la Clínica Ponferrada y otra en el Hospital El Bierzo, lugar donde finaliza su recorrido.

## Paradas
Sentido Fuentesnuevas
| Paradas                                     | Correspondencias | Hora aproximada de paso |
| ------------------------------------------- | ---------------- | ----------------------- |
| T. de Merayo (Pza. del Nogaledo)            |                  |                         |
| T. de Merayo (C/ La Barrera)                |                  |                         |
| Avda. Portugal, 283 (km. 3)                 |                  |                         |
| Avda. Portugal, 222                         |                  |                         |
| Avda. Portugal, 117                         |                  |                         |
| Avda. Portugal, 73                          |                  |                         |
| Avda. Portugal, 29                          |                  |                         |
| Avda. Portugal (Auditorio)                  |                  |                         |
| Avda. Portugal (Parque Temple)              |                  |                         |
| Avda. del Castillo (Plaza Fernando Miranda) |                  |                         |
| Avda. del Castillo (Glorieta Luis del Olmo) |                  |                         |
| Avda. Pérez Colino (Mercado)                |                  |                         |
| Intercambiador                              |                  |                         |
| Avda. de la Libertad (Estación Autobuses)   |                  |                         |
| Avda. Libertad, 9                           |                  |                         |
| Avda. Galicia (Aldama)                      |                  |                         |
| Avda. de Galicia (Clínica Ponferrada)       |                  |                         |
| Avda. Galicia (Parque Oeste)                |                  |                         |
| Avda. Galicia, 19                           |                  |                         |
| Avda. Galicia (Iglesia de Cuatrovientos)    |                  |                         |
| Avda. Galicia, 94                           |                  |                         |
| Avda. Galicia, 118                          |                  |                         |
| Avda. Galicia (Urbanización Arco Iris)      |                  |                         |
| Avda. Antonio Cortés, 8                     |                  |                         |
| Avda. Antonio Cortés (C. Cívico)            |                  |                         |
| C. La Iglesia, 2                            |                  |                         |
| C. La Iglesia, 28                           |                  |                         |
| C. Médicos sin Fronteras (Instituto)        |                  |                         |
| Hospital                                    |                  |                         |